# Готовская, Валентина
Валентина Готовская (латыш. Valentīna Gotovska; род. 3 сентября 1965, Краслава), в девичестве Толстика (латыш. Tolstika) — советская и латвийская легкоатлетка, специалистка по прыжкам в высоту и длину. Выступала на всесоюзных и международных стартах в 1988—2005 годах, многократная чемпионка Латвии, действующая рекордсменка страны в прыжках в высоту, участница четырёх летних Олимпийских игр.

## Биография
Валентина Толстика родилась 3 сентября 1965 года в городе Краслава Латвийской ССР. Окончила местную среднюю школу, затем училась в профессиональном техникуме в Риге — перед началом спортивной карьеры некоторое время работала парикмахером. Занималась лёгкой атлетикой под руководством тренеров Юрия Готовского, Людмилы Олияре, Александра Чумакова. Её брат Андрей Толстик тоже занимался лёгкой атлетикой, выступал в прыжках в длину.
Первого серьёзного успеха в прыжках в высоту Валентина добилась в сезоне 1988 года, когда с результатом 1,90 одержала победу на всесоюзных соревнованиях в Сочи.
В 1989 году выиграла серебряную медаль на чемпионате СССР в Горьком, уступив только титулованной москвичке Тамаре Быковой.
На чемпионате СССР 1990 года в Киеве вновь стала серебряной призёркой, на сей раз позади челябинки Елены Елесиной. Позднее на турнире в Вильнюсе превзошла всех соперниц и установила ныне действующий рекорд Латвии в прыжках в высоту — 1,97 метра (шестой результат мирового сезона). В составе советской сборной принимала участие в чемпионате Европы в Сплите — в финале прыгнула на 1,89 метра, расположившись в итоговом протоколе соревнований на седьмой строке.
После распада Советского Союза Готовская выступала за латвийскую сборную. Так, в 1992 году она представляла Латвию на чемпионате Европы в помещении в Генуе, где стала пятой. Благодаря череде успешных выступлений удостоилась права защищать честь страны на летних Олимпийских играх в Барселоне — в финале взяла высоту в 1,83 метра, разделив 13-е место с представительницей Объединённой команды Ольгой Турчак.
В 1993 году прыгала в высоту на чемпионате мира в помещении в Торонто, стала восьмой на чемпионате мира в Штутгарте.
В 1994 году участвовала в чемпионате Европы в помещении в Париже и чемпионате Европы в Хельсинки, показала шестой результат на Играх доброй воли в Санкт-Петербурге.
Начиная с 1995 года чаще выступала в прыжках в длину. Так, пробовала себя в этой дисциплине на чемпионате мира в помещении в Барселоне и на чемпионате мира в Гётеборге.
Прыгала в длину на Олимпийских играх 1996 года в Атланте — в ходе предварительного квалификационного этапа показала результат 6,08 метра, чего оказалось недостаточно для выхода в финал.
В 1997 году соревновалась в прыжках в длину на чемпионате мира в помещении в Париже и на чемпионате мира в Афинах.
В 1998 году отметилась выступлением на чемпионате Европы в Будапеште.
В 1999 году победила на Всемирных военных играх в Загребе, выступила на чемпионате мира в Севилье.
В 2000 году участвовала в чемпионате Европы в помещении в Генте. На Мемориале Густава Суле в Тарту одержала победу, установив свой личный рекорд в прыжках в длину — 6,91 метра. На Олимпиаде в Сиднее с результатом 6,47 в финал не вышла.
В 2001 году была восьмой на чемпионате мира в помещении в Лиссабоне и пятой на чемпионате мира в Эдмонтоне.
На чемпионате Европы 2002 года в Мюнхене заняла итоговое 12-е место.
В 2003 году в прыжках в длину показала 11-й результат на чемпионате мира в Париже.
В 2004 году стала пятой на чемпионате мира в помещении в Будапеште, выступила на Олимпийских играх в Афинах, показала седьмой результат на Всемирном легкоатлетическом финале в Монако.
В 2005 году соревновалась на чемпионате Европы в помещении в Мадриде. По окончании сезона завершила спортивную карьеру.
Окончив Латвийскую спортивно-педагогическую академию (2006), впоследствии работала тренером по лёгкой атлетике.